# SLIPPY DANDY
SLIPPY DANDY(スリッピー ダンディー)は、フジテレビで1987年8月6日から1987年9月3日に放送された、日本のテレビアニメである。
このアニメは『深夜秘宝館』枠で毎週木曜日に2分間放送された。全4話。

## 解説
憧れの女性の心を射止めるためにヒーローとして活躍するを描いたテレビアニメ。
脚本を務めたほうとうひろしは、「当時の自分は『タンタン』シリーズのファンで、『SLIPPY DANDY』には『タンタン』や『ディック・トレイシー』の要素も取り込んだ」とのちに振り返っている。

## あらすじ
憧れのオードリーに振られたスティーブは、黒い覆面にトレンチコートという格好をして事件解決に奔走し、オードリーのハートをつかもうと日々奮闘するのであった。

## 登場人物
スリッピー・ダンディー
声 - 山寺宏一
自動車会社の社長の息子で、オードリーの気を引くためにスーパーヒーローとして活動を開始する。
元々は"デイテクティブ・ダンディ"という名前で、"スリッピー・ダンディー"という名前は、その抜け目なさからオードリーによって命名されたものである。
なお、山寺宏一にとっては、初めての主演アニメ作品となる 。
オードリー
声 - 本多知恵子
新聞記者を夢見る女性。

## 各話リスト
| 話数 | 放送日        | サブタイトル                    |
| ---- | ------------- | ------------------------------- |
| 1    | 1987年 8月6日 | スリッピーダンディ 華麗に登場!! |
| 2    | 8月13日       | 美女にご用心!!                  |
| 3    | 8月20日       | 摩天楼に死す?!                  |
| 4    | 9月3日        | スリッピーダンディよ 永遠に!!   |

## スタッフ
- 原作・脚本：ほうとうひろし
- キャラクターデザイン：並木浩之
- 絵コンテ・演出：小華和ためお
- 制作：メルヘン社